# Trudnoje stjastje
Trudnoje stjastje (russisk: Трудное счастье, da.: Besværlig lykke) er en sovjetisk spillefilm fra 1958 produceret af Mosfilm og instrueret af Aleksandr Stolper.
Filmen er dedikeret til  Premieren fandt sted den 27. oktober 1958. Filmen er dedikeret til Lenins Komsomol og havde premiere i Sovjetunionen den 27. oktober 1958.

## Handling
Under borgerkrigen, der vandrede med en lejr gennem stepperne i det sydlige Rusland, brød sigøjneren Kolya Nagorny væk fra sine slægtninge og endte i en russisk landsby. Her måtte han gå gennem en vanskelig vej og i kampen for at finde sin sigøjner lykke og frihed.
Under den russiske borgerkrig vandrer sigøjnerdrengen Kolya Nagornij (spillet af en ung Mikhail Kozakov) med en sigøjnerlejr gennem stepperne i det sydlige Rusland. Kolja bliver adskilt fra gruppen om ender i en landsby, hvor han møder en lokal beboer ved navn Røde. Røde gør oprør mod de rige og inspirerer Kolja til at blive i landsbyen og bekæmpe sine fjender, kulakkerne, som ikke ønskede at arbejde til gavn for den kollektive gård.

## Medvirkende
- Mikhail Kozakov som Nikolaj "Kolja" Nagorny
- Valerij Asjurov som Nagornyj som barn
- Oleg Jefremov som Røde
- Viktor Avdjusjko som Serjoga Gvozdenko
- Jevgenij Leonov som Agafon
- Nina Golovina som Katja Jermolina